# Melaneros proprius
Melaneros proprius là một loài bọ cánh cứng trong họ Lycidae. Loài này được Bocáková miêu tả khoa học năm 1997.